# ۴۸۲ (خورشیدی)
۴۸۲ چهارصد و هشتاد و دومین سال هجری خورشیدی است.